# Гюнзельсдорф
Гюнзельсдорф (нем. Günselsdorf) — ярмарочная коммуна (нем. Marktgemeinde) в Австрии, в федеральной земле Нижняя Австрия. 
Входит в состав округа Баден.  Население составляет 1749 человек (на 1 января 2010 года). Занимает площадь 6,61 км². Официальный код  —  3 06 12.

## Политическая ситуация
Бургомистр коммуны — Алфред Артмэуер (СДПА) по результатам выборов 2008 года.
Совет представителей коммуны (нем. Gemeinderat) состоит из 19 мест.
- СДПА занимает 14 мест.
- местный список: 3 мест.
- АНП занимает 2 места.